# Зорька сверкающая
Зорька сверкающая, или Лихнис сверкающий (лат. Lychnis fulgens) — многолетнее травянистое растение семейства Гвоздичные.

## Описание
Многолетнее растение 25—80 см высотой (по другим источникам до 1—1,5 м). Корневище короткое, толстое, узловатое. Стебли простые, прямые, покрыты редкими волосками.
Листья сидячие, продолговато-яйцевидные или овально-ланцетные, заострённые, слабо опушённые, по краю реснитчатые, 3,5—10 см длиной. Нижние 3-7 пар листьев к началу цветения отмирают.
Цветки крупные, собраны в щитковидно-головчатое соцветие. Чашечка колокольчатая, опушённая с острыми треугольными зубцами. Венчик огненно-красный, отгиб лепестков глубоко надрезан на две широкоовальные доли. Цветёт в июне-августе.
Плод — коробочка, семена мелкие, остробугорчатые, от тёмно-коричневых до чёрных.

## Распространение и местообитания
Эндемик Восточной Азии. Распространён в Китае и Японии; в России — в Восточной Сибири и на Дальнем Востоке.
Встречается на лугах, травянистых склонах, в берёзовых лесах и кустарниковых зарослях.

## Охранный статус
Растение чувствительно к антропогенному воздействию и нуждается в охране.
Вид включён в Красные книги Амурской области, Еврейской автономной области, Хабаровского края и Читинской области.

## Значение
Может использоваться как декоративное растение, однако широко в культуру не введено.
Кормовые качества низкие: животными на пастбище не поедается. Дикими животными, в частности амурским горалом и пятнистым оленем, поедается плохо.

## Классификация

### Таксономия
Lychnis fulgens Fisch., 1819, Bot. Mag. 46: t. 2104. 1819 ; et ex Spreng. Nov. Prov. 26  
Вид Зорька сверкающая относится к роду Зорька (Lychnis) семейства Гвоздичные (Caryophyllaceae) порядка Гвоздичноцветные (Caryophyllales). Кладограмма в соответствии с Системой APG IV по состоянию на декабрь 2023 года:
|  |                                      |  |                                   |                                   |                      |  | ещё 40 семейств | ещё 40 семейств |                   |  |  |  | еще 13 подтвержденных видов и 104 вида, ожидающих подтверждения |
|  |                                      |  |                                   |                                   |                      |  | ещё 40 семейств | ещё 40 семейств |                   |  |  |  | еще 13 подтвержденных видов и 104 вида, ожидающих подтверждения |
|  |                                      |  |                                   | порядок Гвоздичноцветные          |                      |  |                 |                 | род Зорька        |  |  |  |                                                                 |
|  |                                      |  |                                   | порядок Гвоздичноцветные          |                      |  |                 |                 | род Зорька        |  |  |  |                                                                 |
|  | отдел Цветковые, или Покрытосеменные |  |                                   |                                   | семейство Гвоздичные |  |                 |                 | Зорька сверкающая |  |  |  |                                                                 |
|  | отдел Цветковые, или Покрытосеменные |  |                                   |                                   | семейство Гвоздичные |  |                 |                 |                   |  |  |  |                                                                 |
|  |                                      |  | ещё 63 порядка цветковых растений | ещё 63 порядка цветковых растений |                      |  |                 | еще 97 родов    | еще 97 родов      |  |  |  |                                                                 |
|  |                                      |  |                                   | ещё 63 порядка цветковых растений |                      |  |                 |                 | еще 97 родов      |  |  |  |                                                                 |